# Konståret 1873

## Händelser

### Okänt datum

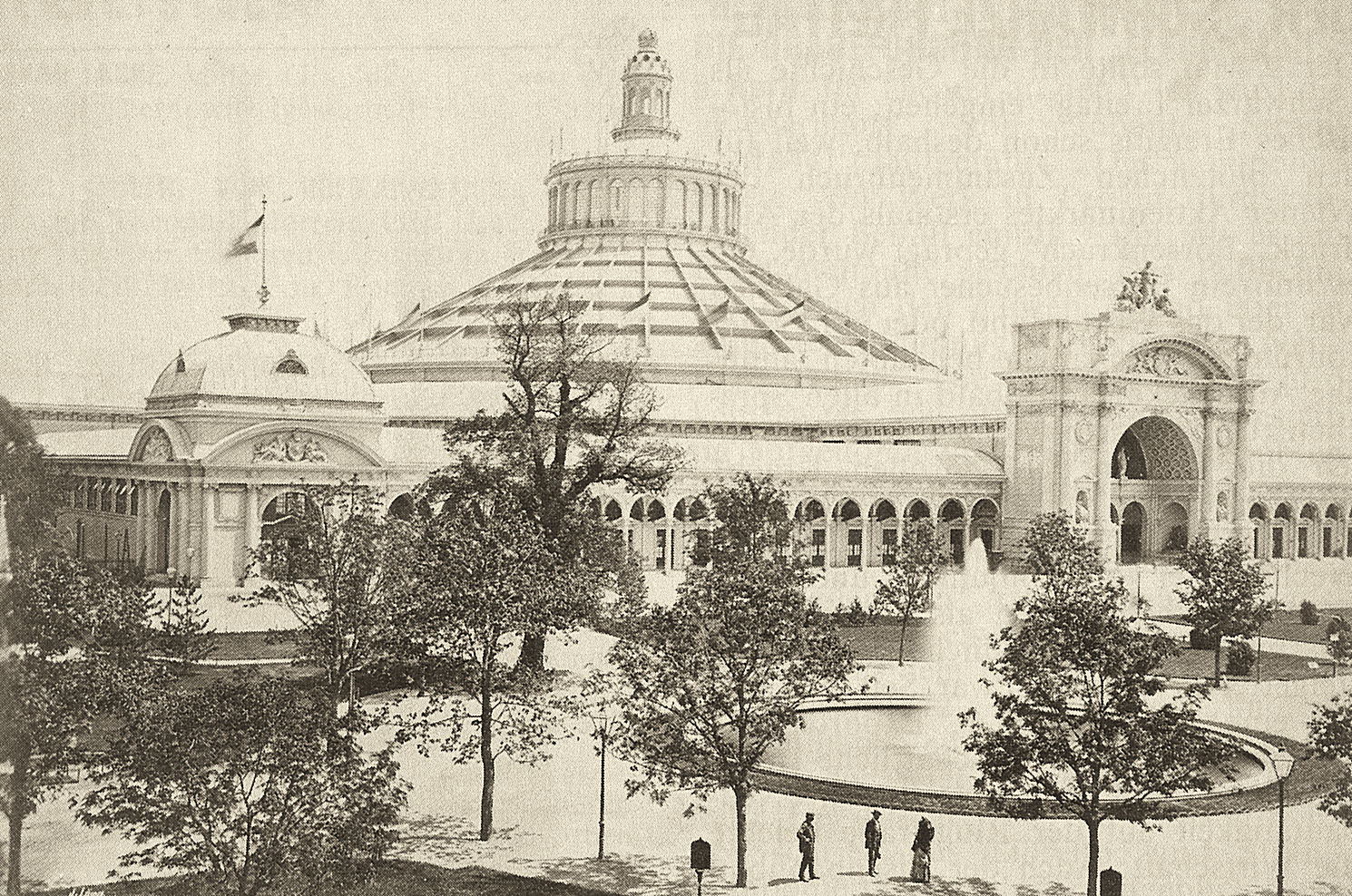
Byggnaden Rotundan uppfördes inför Världsutställningen 1873 i Wien.

- Världsutställningen i Wien, Österrike.
- Vincent van Gogh lokaliseras till London av hans arbetsgivare.
- Föreningen San Francisco Art Association startar sin konstskola California School of Design.

## Verk
- Alexandre Cabanel - La Comtesse de Keller
- Hans Gude - Nødhavn Ved Norskekysten
- Édouard Manet - Le Bon Bock (Philadelphia Museum of Art)
- Pál Szinyei Merse - Picnic in May (National Gallery of Hungary, Budapest)

## Födda
- 21 januari - Emilie Demant Hatt (död 1958), dansk konstnär och författare.
- 14 februari - Albert Guillaume (död 1942), fransk målare och karikatyrtecknare.
- 9 mars - Juho Rissanen (död 1950), finsk bildkonstnär.
- 14 mars - Knut Bergqvist (död 1953), svensk glasblåsarmästare och formgivare av glas.
- 27 mars - David Edström (död 1938), amerikansk skulptör och konstnär.
- 19 april - Ruth Milles (död 1941), svensk skulptör och författare.
- 3 maj - Herman Österlund (död 1964), svensk målare.
- 10 maj - Carl Eldh (död 1954), svensk konstnär och skulptör.
- 26 maj - Olaf Gulbransson (död 1958), norsk-tysk satirtecknare och illustratör.
- 30 maj - Maja Fjæstad (död 1961), svensk konstnär.
- 17 juni - Märta Måås-Fjetterström (död 1941), svensk textilkonstnär.
- 24 juni - Hugo Simberg (död 1917), finländsk målare, grafiker och skulptör.
- 7 juli - Albert Moulton Foweraker (död 1942), engelsk målare.
- 11 juli - Kaja Malmquist, svensk målare och etsare.
- 15 december - Johannes Collin (död 1951), svensk skulptör och poet.
- 31 december - Erik Lindberg (död 1966), svensk medaljgravör.
- 24 april - André Bauchant (död 1958), fransk målare.
- okänt datum - Jane Emmet de Glehn (död 1961), amerikansk målare.
- okänt datum - Emerik Stenberg (död 1927), svensk porträttmålare och folklivsskildrare.
- okänt datum - Léon Delagrange (död 1910), fransk skulptör och flygpionjär.
- okänt datum - Thérèse Peltier (död 1923), fransk konstnär (skulptör) och flygpionjär.
- okänt datum - Fülöp Ö. Beck (död 1945), ungersk skulptör.

## Avlidna
- 19 maj - Charles Lucy (född 1814), engelsk målare.
- 9 december - Fyodor Petrovich Tolstoy (född 1783), rysk målare och gravör.
- 17 april - William Bent Berczy (född 1791), målare i Övre Kanada.
- okänt datum - Giovanni Maria Benzoni (född 1809), italiensk skulptör.